# Sarracena euides
Sarracena euides är en fjärilsart som beskrevs av Louis Beethoven Prout 1923. Sarracena euides ingår i släktet Sarracena och familjen mätare. Inga underarter finns listade.